# Nightshade (videojuego)
Nightshade es un juego de NES (Nintendo Entertainment System) del género de la aventura gráfica.
Trata sobre la historia de un aprendiz de superhéroe en una ciudad donde reina el crimen. Su archienemigo es Sutehk, un mafioso que junto a los jefes criminales de la ciudad planea tomar el control total.
El juego tiene un manejo muy cómodo a pesar de emplear el joystick (?.
Recuerda mucho a las clásicas aventuras gráficas de LucasArts de PC, en especial al primer Monkey Island, porque combina la historia de alguien que se está iniciando en una "profesión" con toques de humor. 
Creado por Beam Software y distribuido por Ultra Games, el juego de 1993 tuvo sólo una parte a pesar de que este título único proclamaba ser la Parte 1.
- Datos: Q7034038